# Новоколомзино
Новоколомзино — деревня в Полтавском районе Омской области России. Входит в состав Еремеевского сельского поселения. Население 6 чел. (2010) .

## История
В соответствии с Законом Омской области от 30 июля 2004 года № 548-ОЗ «О границах и статусе муниципальных образований Омской области» деревня вошла в состав образованного муниципального образования «Еремеевское сельское поселение».

## География
Находится в 15 км к востоку от Полтавки и в 115 км к юго-западу от Омска, в 3,5 км от государственной границы с Казахстаном (Акжарский район, Северо-Казахстанская область).

## Население
| 2010 |
| ---- |
| 6    |

Национальный состав
Согласно результатам переписи 2002 года, в национальной структуре населения русские составляли 78 % от общей численности населения в 28 чел..

## Транспорт
Просёлочные дороги.